# جورج هنری فردریک برکلی
جورج هنری فردریک برکلی (انگلیسی: George Berkeley; ۹ ژوئیهٔ ۱۷۸۵ – ۲۵ سپتامبر ۱۸۵۷) فرد نظامی اهل پادشاهی متحد بریتانیای کبیر و ایرلند بود. وی همچنین برندهٔ جوایزی همچون نشان حمام شده‌است.